# Frankrikes utrikesminister
Frankrikes utrikesminister (franska: Ministre des Affaires étrangères) är en av de mer prestigefyllda ministerposterna i Frankrikes regering och leder arbetet i utrikes- och europaministeriet, Ministère des Affaires étrangères et européennes (MAE). Huvudkontoret är beläget i Quai d'Orsay i Paris vilket ibland används som metonym för ministeriet. Utrikesministerns närmsta medarbetare är tre (kan variera) statssekreterare, secrétaire d’Etat.

## Historisk överblick

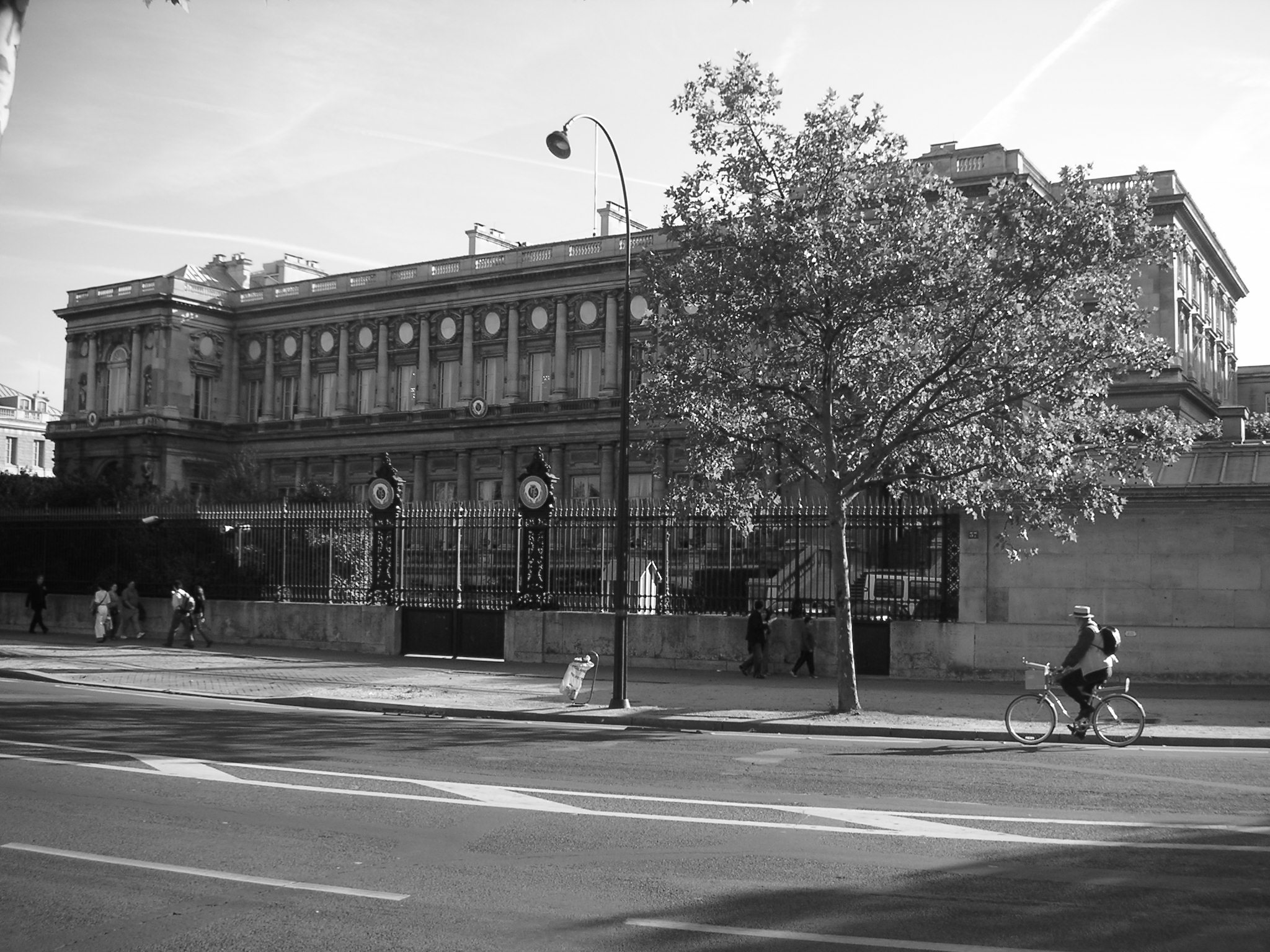
Quai d'Orsay

Franska kungen hade sedan tidigt 1500-tal utnämnt fyra rådgivare som bar titeln statssekreterare. Från 1589 fick de fyra statssekreterarna olika ansvarsområden och Louis de Revol blev världens första utrikesminister med titeln secrétaires d'État aux Affaires étrangères. I efterdyningarna av Franska revolutionen infördes ministertiteln 1791. År 1794 avskaffade Nationalkonventet såväl utrikesministern som regeringen i sin helhet. Året därpå återinrättades regeringen av direktoriet. En av tidens mest uppmärksammade utrikesministrar var Charles Maurice de Talleyrand som tjänstgjorde under direktoriet, konsulatet, Napoleon I:s kejsardöme samt Bourbonska restaurationen där han framgångsrikt representerade Frankrike vid Wienkongressen 1815. 
Under andra världskriget fanns det två regeringar; den fria franska regeringen i London under Charles de Gaulle och där bland annat René Pleven var utrikesminister samt Vichyregimen under Philippe Pétain där bland annat Pierre Laval tjänstgjorde som utrikesminister. Tredje och fjärde republiken präglades av täta regeringsskiften och många utrikesministrar med flera och korta ämbetsperioder. När Charles de Gaulle drev igenom femte republiken 1958 blev Frankrike urtypen för ett semi-presidentiellt system med en stark presidentmakt med stort inflytande över utrikespolitiken. Då Claude Cheysson tillträdde 1981 infördes titeln ministre des Relations extérieures, men 1986 återinfördes den äldre titeln Ministre des Affaires étrangères. 
Posten som utrikesminister har många gånger fungerat som en språngbräda till posten som premiärminister och flera personer har innehaft båda ämbetena (ibland samtidigt), till exempel Adolphe Thiers, Léon Gambetta, Jules Ferry, Alexandre Ribot, Raymond Poincaré, René Viviani, Édouard Herriot, Édouard Daladier, Paul Reynaud, Léon Blum, Pierre Mendès France, Antoine Pinay, Alain Juppé och Dominique de Villepin. Utrikesministrarna Léon Bourgeois och Aristide Briand mottog Nobels fredspris 1920 respektive 1926, den förre för att han varit drivande vid Nationernas förbunds tillkomst och den senare för sin förda avspänningspolitik gentemot arvfienden Tyskland. Utrikesminister Robert Schuman räknas som Europeiska unionens fader för den 1950 presenterade Schumanplanen.

## Lista över Frankrikes utrikesministrar
| Utrikesminister                                     | Tillträdde        | Avgick            |
| --------------------------------------------------- | ----------------- | ----------------- |
| Huset Bourbon                                       |                   |                   |
| Louis de Revol                                      | 1 januari 1589    | 17 september 1594 |
| Nicolas de Neufville                                | 30 december 1594  | 9 augusti 1616    |
| Armand-Jean du Plessis Richelieu                    | 30 november 1616  | 24 april 1617     |
| Pierre Brulart                                      | 24 april 1617     | 11 mars 1626      |
| Raymond Phelypeaux                                  | 11 mars 1626      | 2 maj 1629        |
| Claude Bouthillier                                  | 2 maj 1629        | 18 mars 1632      |
| Léon Bouthillier                                    | 18 mars 1632      | 23 juni 1643      |
| Henri-Auguste de Loménie                            | 23 juni 1643      | 3 april 1663      |
| Hugues de Lionne                                    | 3 april 1663      | 1 september 1671  |
| Simon Arnauld                                       | 1 september 1671  | 18 november 1679  |
| Charles Colbert                                     | 12 februari 1680  | 28 juli 1696      |
| Jean-Baptiste Colbert                               | 28 juli 1696      | 22 september 1715 |
| Nicolas du Blé                                      | 23 september 1715 | 1 september 1718  |
| Guillaume Dubois                                    | 24 september 1718 | 10 augusti 1723   |
| Charles Jean-Baptiste Fleuriau                      | 16 augusti 1723   | 19 augusti 1727   |
| Germain Louis Chauvelin                             | 23 augusti 1727   | 20 februari 1737  |
| Jean-Jacques Amelot de Chaillou                     | 22 februari 1737  | 26 april 1744     |
| Adrien Maurice de Noailles                          | 26 april 1744     | 19 november 1744  |
| René de Voyer de Paulmy                             | 19 november 1744  | 10 januari 1747   |
| Louis Philogène Brûlart                             | 27 januari 1747   | 9 september 1751  |
| François Dominique de Barberie de Saint-Contest     | 11 september 1751 | 24 juli 1754      |
| Antoine Louis Rouillé                               | 24 juli 1754      | 28 juni 1757      |
| François Joachim de Pierre de Bernis                | 28 juni 1757      | 9 oktober 1758    |
| Étienne François de Choiseul                        | 3 december 1758   | 13 oktober 1761   |
| César Gabriel de Choiseul                           | 13 oktober 1761   | 10 april 1766     |
| Étienne François de Choiseul                        | 10 april 1766     | 24 december 1770  |
| Louis Phélypeaux de La Vrillère                     | 24 december 1770  | 6 juni 1771       |
| Emmanuel Armand de Vignerot du Plessis de Richelieu | 6 juni 1771       | 2 juni 1774       |
| Henri Léonard Jean Baptiste Bertin                  | 2 juni 1774       | 21 juli 1774      |
| Charles Gravier de Vergennes                        | 21 juli 1774      | 13 februari 1787  |
| Armand Marc                                         | 14 februari 1787  | 13 juli 1789      |
| Paul François de Quelen                             | 13 juli 1789      | 16 juli 1789      |
| Franska revolutionen                                |                   |                   |
| Armand Marc                                         | 16 juli 1789      | 29 november 1791  |
| Claude Antoine Valdec de Lessart                    | 29 november 1791  | 15 mars 1792      |
| Charles Dumouriez                                   | 15 mars 1792      | 13 juni 1792      |
| Pierre Paul de Méredieu                             | 13 juni 1792      | 18 juni 1792      |
| Scipion Victor                                      | 18 juni 1792      | 23 juli 1792      |
| François Joseph de Gratet                           | 23 juli 1792      | 1 augusti 1792    |
| Claude Bigot de Sainte-Croix                        | 1 augusti 1792    | 10 augusti 1792   |
| Första republiken                                   |                   |                   |
| Pierre Henri Hélène Marie Lebrun-Tondu              | 10 augusti 1792   | 21 juni 1793      |
| François Louis Michel Chemin Deforgues              | 21 juni 1793      | 2 april 1794      |
| Jean Marie Claude Alexandre Goujon                  | 5 april 1794      | 8 april 1794      |
| Martial Joseph Armand Herman                        | 8 april 1794      | 20 april 1794     |
| ingen                                               | 20 april 1794     | 3 november 1795   |
| Charles Delacroix                                   | 3 november 1795   | 15 juli 1797      |
| Charles Maurice de Talleyrand                       | 15 juli 1797      | 20 juli 1799      |
| Karl Reinhard                                       | 20 juli 1799      | 22 november 1799  |
| Charles Maurice de Talleyrand                       | 22 november 1799  | 18 maj 1804       |
| Första kejsardömet                                  |                   |                   |
| Charles Maurice de Talleyrand                       | 18 maj 1804       | 9 augusti 1807    |
| Jean-Baptiste Nompère de Champagny                  | 9 augusti 1807    | 17 april 1811     |
| Hugues Bernard Maret                                | 17 april 1811     | 20 november 1813  |
| Armand Augustin Louis de Caulaincourt               | 20 november 1813  | 1 april 1814      |
| Bourbonska restaurationen I                         |                   |                   |
| Antoine René Charles Mathurin                       | 3 april 1814      | 13 maj 1814       |
| Charles Maurice de Talleyrand                       | 13 maj 1814       | 20 mars 1815      |
| Hundra dagarna                                      |                   |                   |
| Armand Augustin Louis de Caulaincourt               | 20 mars 1815      | 22 juni 1815      |
| Louis, baron Bignon                                 | 22 juni 1815      | 7 juli 1815       |
| Bourbonska restaurationen II                        |                   |                   |
| Charles Maurice de Talleyrand                       | 9 juli 1815       | 26 september 1815 |
| Armand Emmanuel du Plessis de Richelieu             | 26 september 1815 | 29 december 1818  |
| Jean Joseph Desolles                                | 29 december 1818  | 19 november 1819  |
| Étienne Denis de Pasquier                           | 19 november 1819  | 14 december 1821  |
| Mathieu de Montmorency                              | 14 december 1821  | 28 december 1822  |
| François-René de Chateaubriand                      | 28 december 1822  | 4 augusti 1824    |
| Ange Hyacinthe Maxence de Damas                     | 4 augusti 1824    | 4 januari 1828    |
| Auguste de La Ferronays                             | 4 januari 1828    | 24 april 1829     |
| Anne Pierre Adrien de Montmorency-Laval             | 24 april 1829     | 14 maj 1829       |
| Joseph-Marie de Portalis                            | 14 maj 1829       | 8 augusti 1829    |
| Jules de Polignac                                   | 8 augusti 1829    | 29 juli 1830      |
| Victor Louis Victurnien de Mortemart                | 29 juli 1830      | 29 juli 1830      |
| Julimonarkin                                        |                   |                   |
| Louis Bignon                                        | 31 juli 1830      | 1 augusti 1830    |
| Jean-Baptiste Jourdan                               | 1 augusti 1830    | 11 augusti 1830   |
| Louis Mathieu Molé                                  | 11 augusti 1830   | 2 november 1830   |
| Nicolas Joseph Maison                               | 2 november 1830   | 17 november 1830  |
| Horace François Bastien Sébastiani de La Porta      | 17 november 1830  | 11 oktober 1832   |
| Victor de Broglie                                   | 11 oktober 1832   | 4 april 1834      |
| Henri Gauthier de Rigny                             | 4 april 1834      | 10 november 1834  |
| Charles Joseph de Bresson                           | 10 november 1834  | 18 november 1834  |
| Henri Gauthier de Rigny                             | 18 november 1834  | 12 mars 1835      |
| Victor de Broglie                                   | 12 mars 1835      | 22 februari 1836  |
| Adolphe Thiers                                      | 22 februari 1836  | 6 september 1836  |
| Louis Mathieu Molé                                  | 6 september 1836  | 31 mars 1839      |
| Napoléon Auguste Lannes de Montebello               | 31 mars 1839      | 12 maj 1839       |
| Nicolas Jean-de-Dieu Soult                          | 12 maj 1839       | 1 mars 1840       |
| Adolphe Thiers                                      | 1 mars 1840       | 29 oktober 1840   |
| François Guizot                                     | 29 oktober 1840   | 23 februari 1848  |
| Andra republiken                                    |                   |                   |
| Alphonse de Lamartine                               | 24 februari 1848  | 11 maj 1848       |
| Jules Bastide                                       | 11 maj 1848       | 29 juni 1848      |
| Marie-Alphonse Bedeau                               | 29 juni 1848      | 17 juli 1848      |
| Jules Bastide                                       | 17 juli 1848      | 20 december 1848  |
| Édouard Drouyn de Lhuys                             | 20 december 1848  | 2 juni 1849       |
| Alexis de Tocqueville                               | 2 juni 1849       | 31 oktober 1849   |
| Alphonse de Rayneval                                | 31 oktober 1849   | 17 november 1849  |
| Jean-Ernest Ducos                                   | 17 november 1849  | 9 januari 1851    |
| Édouard Drouyn de Lhuys                             | 9 januari 1851    | 24 januari 1851   |
| Anatole, baron Brénier de Renaudière                | 24 januari 1851   | 10 april 1851     |
| Jules Baroche                                       | 10 april 1851     | 26 oktober 1851   |
| Louis Félix Étienne de Turgot                       | 26 oktober 1851   | 28 juli 1852      |
| Andra kejsardömet                                   |                   |                   |
| Édouard Drouyn de Lhuys                             | 28 juli 1852      | 7 maj 1855        |
| Alexander Walewski                                  | 7 maj 1855        | 4 januari 1860    |
| Jules Baroche                                       | 4 januari 1860    | 24 januari 1860   |
| Édouard Thouvenel                                   | 24 januari 1860   | 15 oktober 1862   |
| Édouard Drouyn de Lhuys                             | 15 oktober 1862   | 1 september 1866  |
| Charles de La Valette                               | 1 september 1866  | 2 oktober 1866    |
| Lionel de Moustier                                  | 2 oktober 1866    | 17 december 1868  |
| Charles de La Valette                               | 17 december 1868  | 17 juli 1869      |
| Henri de La Tour d'Auvergne                         | 17 juli 1869      | 2 januari 1870    |
| Napoléon Daru                                       | 2 januari 1870    | 14 april 1870     |
| Émile Ollivier                                      | 14 april 1870     | 15 maj 1870       |
| Agenor de Gramont                                   | 15 maj 1870       | 10 augusti 1870   |
| Henri de La Tour d'Auvergne                         | 10 augusti 1870   | 4 september 1870  |
| Tredje republiken                                   |                   |                   |
| Jules Favre                                         | 4 september 1870  | 2 augusti 1871    |
| Charles de Rémusat                                  | 2 augusti 1871    | 25 maj 1873       |
| Albert de Broglie                                   | 25 maj 1873       | 26 november 1873  |
| Louis de Decazes                                    | 29 november 1873  | 23 november 1877  |
| Gaston-Robert de Banneville                         | 23 november 1877  | 13 december 1877  |
| William Henry Waddington                            | 13 december 1877  | 28 december 1879  |
| Charles de Freycinet                                | 28 december 1879  | 23 september 1880 |
| Jules Barthélemy-Saint-Hilaire                      | 23 september 1880 | 14 november 1881  |
| Léon Gambetta                                       | 14 november 1881  | 30 januari 1882   |
| Charles de Freycinet                                | 30 januari 1882   | 7 augusti 1882    |
| Charles Duclerc                                     | 7 augusti 1882    | 29 januari 1883   |
| Armand Fallières                                    | 29 januari 1883   | 21 februari 1883  |
| Paul-Armand Challemel-Lacour                        | 21 februari 1883  | 20 november 1883  |
| Jules Ferry                                         | 20 november 1883  | 6 april 1885      |
| Charles de Freycinet                                | 6 april 1885      | 11 december 1886  |
| Émile Flourens                                      | 11 december 1886  | 3 april 1888      |
| René Goblet                                         | 3 april 1888      | 22 februari 1889  |
| Eugène Spuller                                      | 22 februari 1889  | 17 mars 1890      |
| Alexandre Ribot                                     | 17 mars 1890      | 11 januari 1893   |
| Jules Develle                                       | 11 januari 1893   | 3 december 1893   |
| Jean Casimir-Perier                                 | 3 december 1893   | 30 maj 1894       |
| Gabriel Hanotaux                                    | 30 maj 1894       | 1 november 1895   |
| Marcellin Berthelot                                 | 1 november 1895   | 28 mars 1896      |
| Léon Bourgeois                                      | 28 mars 1896      | 29 april 1896     |
| Gabriel Hanotaux                                    | 29 april 1896     | 28 juni 1898      |
| Théophile Delcassé                                  | 28 juni 1898      | 6 juni 1905       |
| Maurice Rouvier                                     | 6 juni 1905       | 13 mars 1906      |
| Léon Bourgeois                                      | 14 mars 1906      | 25 oktober 1906   |
| Stephen Pichon                                      | 25 oktober 1906   | 2 mars 1911       |
| Jean Cruppi                                         | 2 mars 1911       | 27 juni 1911      |
| Justin de Selves                                    | 27 juni 1911      | 9 januari 1912    |
| Raymond Poincaré                                    | 14 januari 1912   | 22 januari 1913   |
| Charles Jonnart                                     | 22 januari 1913   | 22 mars 1913      |
| Stephen Pichon                                      | 22 mars 1913      | 9 december 1913   |
| Gaston Doumergue                                    | 9 december 1913   | 9 juni 1914       |
| Léon Bourgeois                                      | 9 juni 1914       | 13 juni 1914      |
| René Viviani                                        | 13 juni 1914      | 3 augusti 1914    |
| Gaston Doumergue                                    | 3 augusti 1914    | 26 augusti 1914   |
| Théophile Delcassé                                  | 26 augusti 1914   | 13 oktober 1915   |
| René Viviani                                        | 13 oktober 1915   | 29 oktober 1915   |
| Aristide Briand                                     | 29 oktober 1915   | 20 mars 1917      |
| Alexandre Ribot                                     | 20 mars 1917      | 23 oktober 1917   |
| Louis Barthou                                       | 23 oktober 1917   | 16 november 1917  |
| Stephen Pichon                                      | 16 november 1917  | 20 januari 1920   |
| Alexandre Millerand                                 | 20 januari 1920   | 24 september 1920 |
| Georges Leygues                                     | 24 september 1920 | 16 januari 1921   |
| Aristide Briand                                     | 16 januari 1921   | 15 januari 1922   |
| Raymond Poincaré                                    | 15 januari 1922   | 9 juni 1924       |
| Edmond Lefebvre du Prey                             | 9 juni 1924       | 14 juni 1924      |
| Édouard Herriot                                     | 14 juni 1924      | 17 april 1925     |
| Aristide Briand                                     | 17 april 1925     | 19 juli 1926      |
| Édouard Herriot                                     | 19 juli 1926      | 23 juli 1926      |
| Aristide Briand                                     | 23 juli 1926      | 14 januari 1932   |
| Pierre Laval                                        | 14 januari 1932   | 20 februari 1932  |
| André Tardieu                                       | 20 februari 1932  | 3 juni 1932       |
| Édouard Herriot                                     | 3 juni 1932       | 18 december 1932  |
| Joseph Paul-Boncour                                 | 18 december 1932  | 30 januari 1934   |
| Édouard Daladier                                    | 30 januari 1934   | 9 februari 1934   |
| Louis Barthou                                       | 9 februari 1934   | 9 oktober 1934    |
| Pierre Laval                                        | 13 oktober 1934   | 24 januari 1936   |
| Pierre Étienne Flandin                              | 24 januari 1936   | 4 juni 1936       |
| Yvon Delbos                                         | 4 juni 1936       | 13 mars 1938      |
| Joseph Paul-Boncour                                 | 13 mars 1938      | 10 april 1938     |
| Georges Bonnet                                      | 10 april 1938     | 13 september 1939 |
| Édouard Daladier                                    | 13 september 1939 | 21 mars 1940      |
| Paul Reynaud                                        | 21 mars 1940      | 18 maj 1940       |
| Édouard Daladier                                    | 18 maj 1940       | 5 juni 1940       |
| Paul Reynaud                                        | 5 juni 1940       | 16 juni 1940      |
| Vichyregimen                                        |                   |                   |
| Paul Baudoin                                        | 16 juni 1940      | 28 oktober 1940   |
| Pierre Laval                                        | 28 oktober 1940   | 13 december 1940  |
| Pierre Étienne Flandin                              | 13 december 1940  | 9 februari 1941   |
| François Darlan                                     | 10 februari 1941  | 18 april 1942     |
| Pierre Laval                                        | 18 april 1942     | 20 augusti 1944   |
| Fria Frankrike                                      |                   |                   |
| Maurice Dejean                                      | 24 september 1941 | 17 oktober 1942   |
| René Pleven                                         | 17 oktober 1942   | 5 februari 1943   |
| René Massigli                                       | 5 februari 1943   | 10 september 1944 |
| Fjärde republiken                                   |                   |                   |
| Georges Bidault                                     | 10 september 1944 | 16 december 1946  |
| Léon Blum                                           | 16 december 1946  | 22 januari 1947   |
| Georges Bidault                                     | 22 januari 1947   | 26 juli 1948      |
| Robert Schuman                                      | 26 juli 1948      | 8 januari 1953    |
| Georges Bidault                                     | 8 januari 1953    | 19 juni 1954      |
| Pierre Mendès-France                                | 19 juni 1954      | 20 januari 1955   |
| Edgar Faure                                         | 20 januari 1955   | 23 februari 1955  |
| Antoine Pinay                                       | 23 februari 1955  | 1 februari 1956   |
| Christian Pineau                                    | 1 februari 1956   | 14 maj 1958       |
| René Pleven                                         | 14 maj 1958       | 1 juni 1958       |
| Maurice Couve de Murville                           | 1 juni 1958       | 30 maj 1968       |
| Femte republiken                                    |                   |                   |
| Michel Debré                                        | 30 maj 1968       | 22 juni 1969      |
| Maurice Schumann                                    | 22 juni 1969      | 15 mars 1973      |
| André Bettencourt                                   | 15 mars 1973      | 4 april 1973      |
| Michel Jobert                                       | 4 april 1973      | 28 maj 1974       |
| Jean Sauvagnargues                                  | 28 maj 1974       | 27 augusti 1976   |
| Louis de Guiringaud                                 | 27 augusti 1976   | 29 november 1978  |
| Jean François-Poncet                                | 29 november 1978  | 22 maj 1981       |
| Claude Cheysson                                     | 22 maj 1981       | 7 december 1984   |
| Roland Dumas                                        | 7 december 1984   | 20 mars 1986      |
| Jean-Bernard Raimond                                | 20 mars 1986      | 12 maj 1988       |
| Roland Dumas                                        | 12 maj 1988       | 29 mars 1993      |
| Alain Juppé                                         | 29 mars 1993      | 18 maj 1995       |
| Hervé de Charette                                   | 18 maj 1995       | 4 juni 1997       |
| Hubert Védrine                                      | 4 juni 1997       | 7 maj 2002        |
| Dominique de Villepin                               | 7 maj 2002        | 31 mars 2004      |
| Michel Barnier                                      | 31 mars 2004      | 2 juni 2005       |
| Philippe Douste-Blazy                               | 2 juni 2005       | 15 maj 2007       |
| Bernard Kouchner                                    | 16 maj 2007       | 13 november 2010  |
| Michèle Alliot-Marie                                | 14 november 2010  | 27 februari 2011  |
| Alain Juppé                                         | 27 februari 2011  | 15 maj 2012       |
| Laurent Fabius                                      | 16 maj 2012       | 6 februari 2016   |
| Jean-Marc Ayrault                                   | 6 februari 2016   | 10 maj 2017       |
| Jean-Yves Le Drian                                  | 17 maj 2017       | 20 maj 2022       |
| Catherine Colonna                                   | 20 maj 2022       | 11 januari 2024   |
| Stéphane Séjourné                                   | 11 januari 2024   | 21 september 2024 |
| Jean-Noel Barrot                                    | 21 september 2024 |                   |